# Bero (woreda)
Pour les articles homonymes, voir Bero.
Bero est un woreda de la zone Mirab Omo de la région Éthiopie du Sud-Ouest.
Ce district a 12 256 habitants en 2007.
Limitrophe de la région Gambela, il est entouré dans la zone Mirab Omo par Guraferda, Meinit Shasha, Maji et Surma.
La rivière Akobo, un sous-affluent du Nil Blanc, borde le nord du district,.
Son centre administratif, Jeba, compte 1 858 habitants en 2007 et se trouve une quarantaine de kilomètres au sud de Dima,.
Comme toute la zone Mirab Omo, le district fait partie de la région des nations, nationalités et peuples du Sud jusqu'à la création de la région Éthiopie du Sud-Ouest en 2021.
En 2022, sa population est estimée à 18 523 personnes avec une densité de population de trente personnes par km2 et 610 km2 de superficie.